# Népliget (stanice metra v Budapešti)
Népliget je stanice budapešťského metra na lince M3, která leží na jižním okraji širšího centra Budapešti. Stanice byla otevřena 29. března 1980. Stanice je hloubená, uložená 7,61 metrů pod povrchem, s bočními nástupišti. V místě je umožněn přestup na tramvajovou linku 1.
V blízkosti stanice se nachází velký park Népliget a velké autobusové nádraží. V roce 1936 se v tomto parku jela 1. Velká cena Maďarska vozů Grand Prix. V závodě zvítězil Tazio Nuvolari na voze Alfa Romeo 8C-35.